# Конфланский договор
Конфланский договор (фр. Traité de Conflans) — мирный договор, подписанный 5 октября 1465 года в Конфлан-л’Аршевек (сегодня это часть коммуны Шарантон-ле-Пон). Договор заключён королём Франции Людовиком XI и двумя Карлами: графом де Шароле, будущим Карлом Смелым, и герцогом Беррийским. Являлся мерой по урегулированию войны Лиги общественного блага.

## Содержание
По условиям соглашения король Франции Людовик XI вернул города на Сомме герцогу Бургундскому Филиппу Доброму и уступил Нормандию своему брату Карлу Беррийскому.
Несколько месяцев спустя Людовик заявил Парижскому парламенту, что договор недействителен, так как был подписан под принуждением.
Стол, напоминающий о подписи, вместе с памятной доской установлен в парке Конфлан на месте принадлежавшего графу де Шароле поместья, где и было заключено соглашение.